# Banque nationale d'Autriche
La Banque nationale d'Autriche (en allemand : Oesterreichische Nationalbank, OeNB) est la banque centrale de la République d'Autriche. Elle fait partie du Système européen de banques centrales.
L'OeNB est une société anonyme régie par une disposition législative spéciale. Son capital, soit 12 millions d'euros, est détenu en totalité par le gouvernement fédéral autrichien depuis mai 2010, les droits d'actionnaire étant exercés par le ministre des Finances.

## Histoire
La Banque nationale d'Autriche a été fondée le 1er juin 1816 à l'initiative de Johann Philipp von Stadion-Warthausen, sous le patronage de l'empereur François Ier et fait suite à une période intense de dévaluation du papier monétaire (billets, obligations) et de panique financière. Les premiers billets, appelés Bancozettels, ont été produits à Vienne à partir de 1759, au nom de la Wiener Stadtbank (en) (ou Wiener Stadtbanco), qui fait faillite en 1811, du fait des guerres napoléoniennes.
Le bâtiment actuel a été conçu par l'architecte Leopold Bauer en 1911 et achevé en 1919.
La Banque n'a joué qu'un rôle secondaire en Autriche et dans tout l'Empire austro-hongrois avant 1914, le système bancaire privilégiant alors le libéralisme et le non-interventionnisme. En 1931, elle intervient relativement peu dans la régulation qui suit la crise de 1929 et la faillite de nombreux établissements autrichiens.
Après l'Anschluss de 1938, la Banque nationale autrichienne fut liquidée et ses actionnaires furent contraints d'accepter des obligations d'État allemandes en échange de leurs actions. Ses opérations furent reprises par la Reichsbank et devinrent sa succursale viennoise. Le Reichsmark devint la monnaie autrichienne par décret allemand du 17 mars 1938. Les avoirs en or et les réserves de devises de l'ancienne Banque nationale furent transférés à Berlin.
La Banque nationale d'Autriche fut rétablie par la loi de transition de la Banque centrale du 3 juillet 1945 de la Deuxième République autrichienne. Le schilling autrichien remplaça le Reichsmark le 21 décembre 1945. Une grande partie du bâtiment du siège servit de quartier général aux forces d'occupation américaines en Autriche de 1945 à 1951.

## Mission actuelle
Sa mission est la même que celle de toutes les banques nationales de l'Union européenne.

## Présidents
| Rang | Nom              | Mandat      |     | Rang                 | Nom         | Mandat |
| ---- | ---------------- | ----------- | --- | -------------------- | ----------- | ------ |
| 1er  | Richard Reisch   | (1922–1932) | 11e | Maria Schaumayer     | (1990–1995) |        |
| 2e   | Viktor Kienböck  | (1932–1938) | 12e | Klaus Liebscher      | (1995–1998) |        |
| 3e   | Eugen Kaniak     | (1945)      | 13e | Adolf Wala           | (1998–2003) |        |
| 4e   | Hans Rizzi       | (1945–1952) | 14e | Herbert Schimetschek | (2003–2008) |        |
| 5e   | Eugen Margarétha | (1952–1960) | 15e | Claus Raidl          | (2008–2018) |        |
| 6e   | Reinhard Kamitz  | (1960–1967) | 16e | Harald Mahrer        | (2018–2025) |        |
| 7e   | Wolfgang Schmitz | (1968–1973) | 17e | Martin Kocher        | (2025– )    |        |
| 8e   | Hans Kloss       | (1973–1978) |     |                      |             |        |
| 9e   | Stephan Koren    | (1978–1988) |     |                      |             |        |
| 10e  | Hellmuth Klauhs  | (1988–1990) |     |                      |             |        |

### Référénces
1. ↑  (en) « Austria Foreign Exchange Reserves, 1957 – 2024 | CEIC Data » [archive du 26 mars 2024], sur www.ceicdata.com (consulté le 11 juin 2025)
2. ↑  (en) « Organization - Oesterreichische Nationalbank (OeNB) » [archive du 2 juillet 2017], sur www.oenb.at (consulté le 11 juin 2025)
3. ↑  (en) Carl-Ludwig Holtfrerich, Frankfurt as a Financial Centre: From Medieval Trade Fair to European Banking Center, Munich, C. H. Beck, 1999, pp. 100-101.
4. ↑  (en) United States Army Service Forces, Civil Affairs Handbook: Austria: Money and banking, Army Service Forces, 1943 (lire en ligne)
5. ↑  « History - Oesterreichische Nationalbank (OeNB) », sur www.oenb.at (consulté le 11 juin 2025)
6. ↑  « History - Oesterreichische Nationalbank (OeNB) », sur www.oenb.at (consulté le 11 juin 2025)